# ソスピローロ
ソスピローロ（伊: Sospirolo）は、イタリア共和国ヴェネト州ベッルーノ県にある、人口約3,000人の基礎自治体（コムーネ）。

## 地理

### 位置・広がり

#### 隣接コムーネ
隣接するコムーネは以下の通り。
- ベッルーノ
- チェジオマッジョーレ
- ゴザルド
- リヴァモンテ・アゴルディーノ
- サン・グレゴーリオ・ネッレ・アルピ
- サンタ・ジュスティーナ
- セーディコ

### 気候分類・地震分類
気候分類では、zona F, 3290 GGに分類される。
また、イタリアの地震リスク階級 (it) では、zona 2 (sismicità media) に分類される。

## 行政

### 分離集落
ソスピローロには、以下の分離集落（フラツィオーネ）がある。
- Gron, Maras, Mis, Oregne, Pascoli, Piz-Camolino, San Gottardo, San Zenon, Susin, Torbe